# Mount Calais
Mount Calais ist ein massiger und 2345 m (nach Angaben des UK Antarctic Place-Names Committee 2350 m) hoher Berg im Nordosten der westantarktischen Alexander-I.-Insel. Er befindet sich am Nordwestufer der Schokalskibucht.
Erstmals gesichtet und grob kartiert wurde er 1909 bei der Fünften Französischen Antarktisexpedition (1908–1910) unter der Leitung Jean-Baptiste Charcots, der den Berg nach der nordfranzösischen Hafenstadt Calais benannte. Eine detaillierte Vermessung unternahm der Falkland Islands Dependencies Survey im Jahr 1948.